# Hofbräuhaus am Platzl

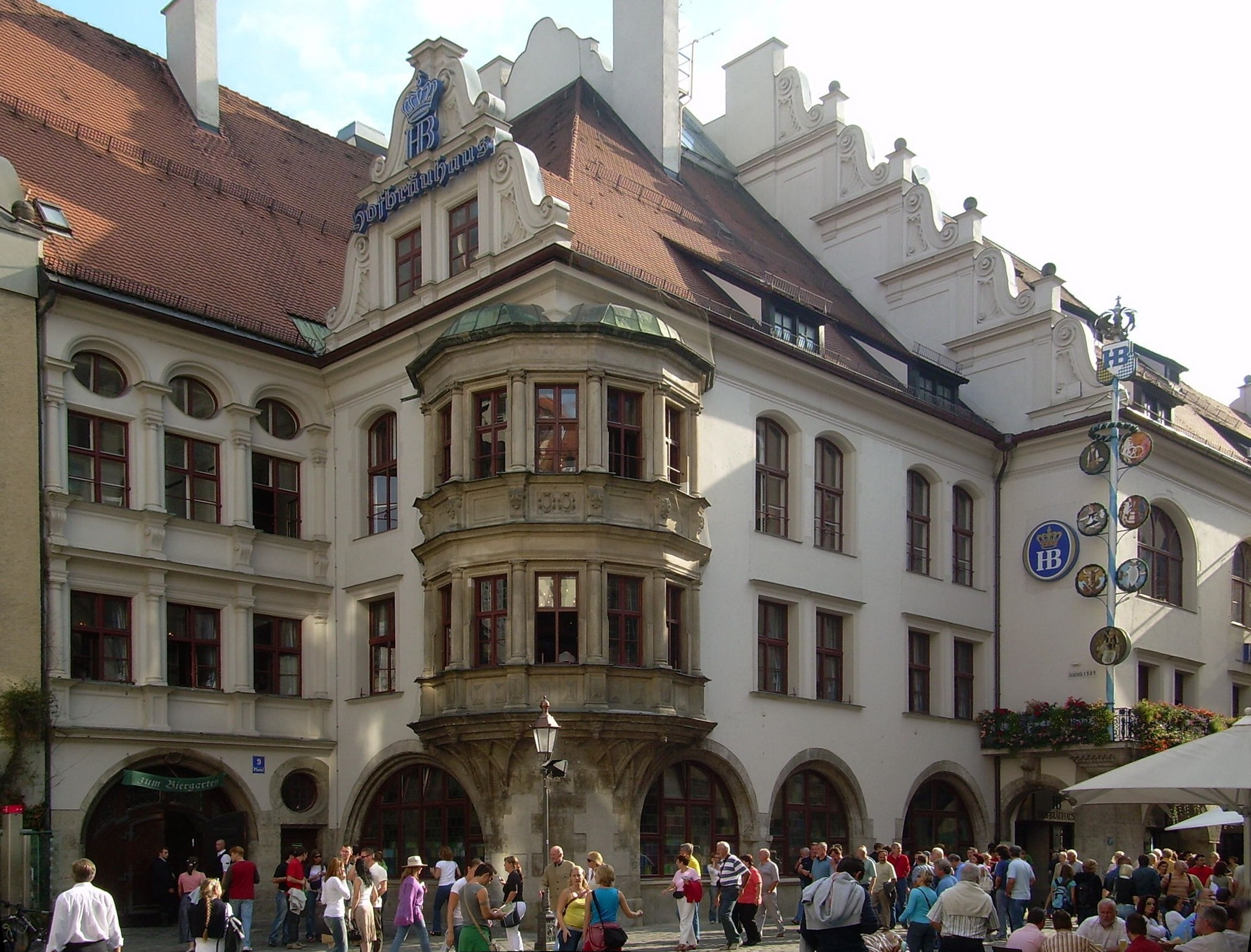
Hofbräuhaus am Platzl, München

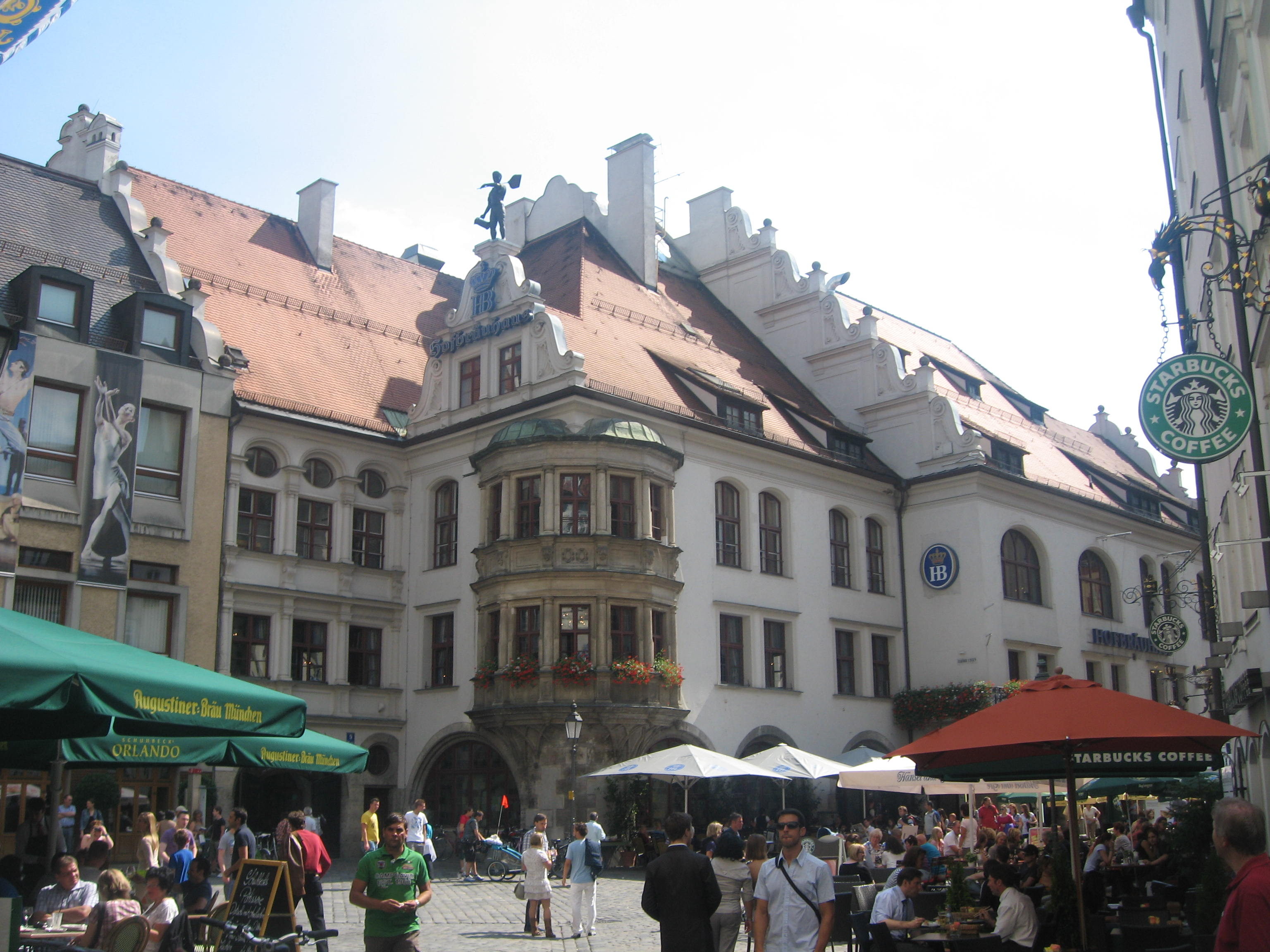
Hofbräuhaus am Platzl, München

Interior

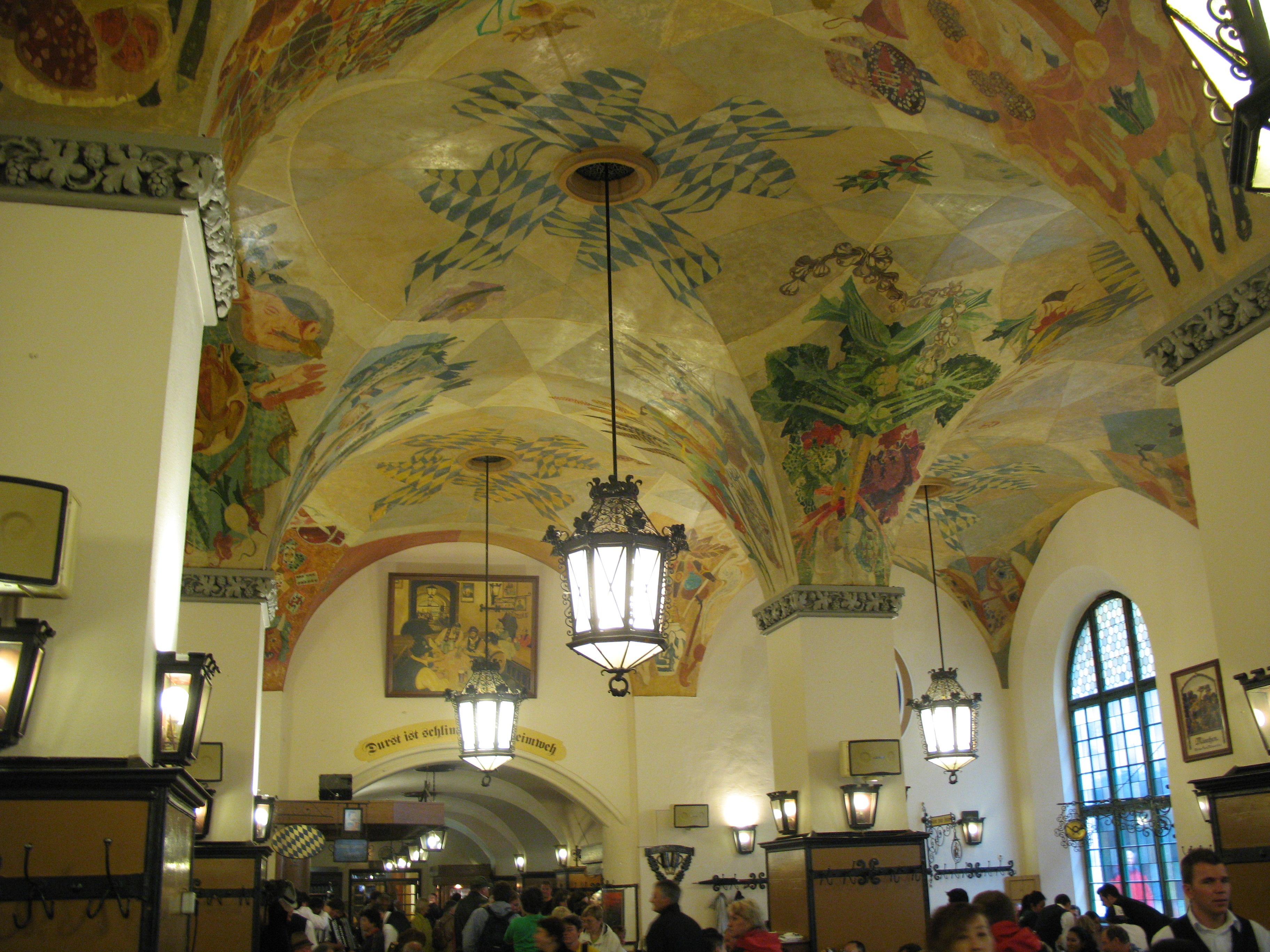
Interior și tavan

Hofbräuhaus am Platzl este o berărie din centrul orașului München (Germania). Hanul a fost construit inițial în 1598 de către ducele bavarez Maximilian I. El a fost construit ca o extensie a fabricii de bere Hofbräu, dar pentru bere albă (bere din grâu). Accesul publicului larg a fost admis abia în 1828 de către regele Ludovic I. Clădirea a fost complet remodelată în 1897 de către Max Littmann, atunci când fabrica de bere a fost mutată în suburbii. Ea a fost bombardată în timpul celui de-al doilea război mondial, fiind distrusă aproape în întregime, cu excepția parterului ("Schwemme"); lucrările de reconstrucție au durat până în 1958.
Restaurantul cuprinde mare parte din hanul menționat, o sală de bal, precum și o grădină interioară. Meniul său oferă mâncăruri bavareze precum friptură de porc, ciolan de porc, cârnați de tip Weisswurst. Helles-ul este servit într-o halbă (Maß), împreună cu bere din grâu și vin. Deși considerat uneori ca fiind "prea comercializat", localul este popular printre localnici, dar și printre străini. În timpul orelor în care localul este aglomerat, se cântă muzică tradițională bavareză. Cântecul Hofbräuhaus, compus în 1935 de Wilhelm „Wiga” Gabriel, are următorul refren: "In München steht ein Hofbräuhaus, oans, zwoa, g'suffa!" ("În München este o Hofbräuhaus, unu, doi, bea!"). Berea este furnizată de fabrica de bere Staatliches Hofbräuhaus.